# Comuna de Lubaczów
Lubaczów (polaco: Gmina Lubaczów) é uma gminy (comuna) na Polónia, na voivodia de Subcarpácia e no condado de Lubaczowski. A sede do condado é a cidade de Lubaczów.
De acordo com os censos de 2004, a comuna tem 9155 habitantes, com uma densidade 45,1 hab/km².

## Área
Estende-se por uma área de 202,86 km², incluindo:
- área agricola: 57%
- área florestal: 35%

## Demografia
Dados de 30 de Junho 2004:
|                      | Total   | Total | Mulheres | Mulheres | Homens  | Homens |
| -------------------- | ------- | ----- | -------- | -------- | ------- | ------ |
|                      | pessoas | %     | pessoas  | %        | pessoas | %      |
| População            | 9155    | 100   | 4530     | 49,5     | 4625    | 50,5   |
| Densidade (pop./km²) | 45,1    | 100   | 22,3     | 22,3     | 22,8    | 22,8   |

De acordo com dados de 2002, o rendimento médio per capita ascendia a 1414,42 zł.

## Subdivisões
- Antoniki, Bałaje, Basznia Dolna, Basznia Górna, Borowa Góra, Budomierz, Dąbków, Dąbrowa, Hurcze, Huta Kryształowa, Karolówka, Krowica Hołodowska, Krowica Lasowa, Krowica Sama, Lisie Jamy, Młodów, Mokrzyca, Opaka, Piastowo, Podlesie, Szczutków, Tymce, Wólka Krowicka, Załuże.